# Yakovlev Yak-112
Yakovlev Yak-112 là một máy bay dân dụng được Nga/Liên Xô phát triển vào cuối thập niên 1980, và bay thử nghiệm lần đầu tiên vào đầu những năm 1990.

## Miêu tả
Đây là một máy bay dân dụng đa chức năng, nó có thể là máy bay chở khách, vận tải, tuần tra, và cứu thương.
Yak-12 là một máy bay một tầng cánh có 4 chỗ ngồi, với cánh cao, nó có tầm nhìn tối ưu từ buồng lái cung cấp đầy đủ tầm nhìn cho phi công thao tác. Chiếc máy bay này có 1 động cơ được sản xuất bởi hãng LYCOMING (Hoa Kỳ) và hệ thống điện tử do hãng BENDIX KING (Hoa Kỳ) sản xuất. Hệ thống bánh lốp của nó là hệ thống giá cứng không thể rút vào được.
- Người ta có ý định sử dụng Yak-112 vào mục đích:
  - Chở hành khách, vận chuyển hàng hóa và bưu tín nhỏ;
  - Huấn luyện phi công;
  - Tuần tra biên giới, bờ biển, rừng và tuyến đường ống dẫn dầu và khí đốt.
  - Hoạt động trong nông nghiệp;
  - Vận chuyển bệnh nhân.
- Yak-112 có những đặc điểm nổi bật sau:
  - Buồng lái bố trí tiện nghi, tầm nhìn tốt, thiết kế hiện đại, hệ thống điều hòa tạo môi trường tốt cho phi công và hành khách.
  - Cánh cất và hạ cánh trên đường băng ngắn, áp lực tác dụng lên bánh xe thấp giúp máy bay có thể hoạt động cả trên đường băng lẫn đường quốc lộ.
  - Dễ dàng bảo dưỡng, nhằm giảm tối đa giá nhân công.
  - Giá rẻ.

## Thông số kỹ thuật

### Đặc điểm riêng
- Phi đoàn: 1
- Sức chứa: 3 hành khách
- Chiều dài: 6.96m
- Sải cánh: 10.25m
- Chiều cao: 2.9m
- Diện tích : 16.96m²
- Trọng lượng rỗng: 950 kg (2.094 lb)
- Trọng lượng cất cánh: 1.300 kg (2.866 lb)
- Trọng lượng cất cánh tối đa: 1.520 kg (3.351 lb)
- Động cơ: 1× động cơ pít tông làm lạnh bằng khí Textron Lycoming IO-540, công suất 191 kW (260 hp)

### Hiệu suất bay
- Vận tốc cực đại: 230 km/h (143 mph)
- Tầm bay: 1.000 km (621 miles)
- Trần bay: 4.000m
- Vận tốc lên cao: n/a
- Lực nâng của cánh: n/a
- Lực đẩy/trọng lượng: n/a